# Lekkoatletyka na Letnich Igrzyskach Olimpijskich 1932 – skok w dal mężczyzn

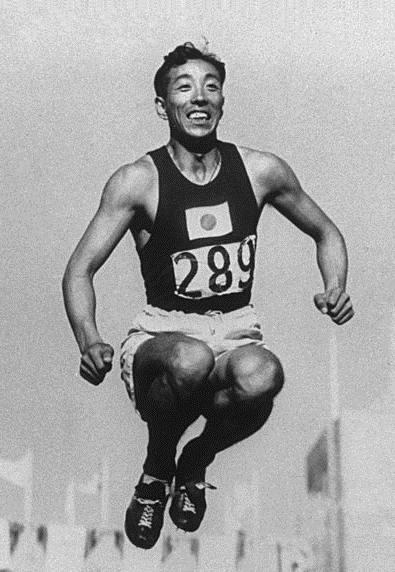
Chūhei Nambu

Skok w dal mężczyzn był jedną z konkurencji rozgrywanych podczas X Letnich Igrzysk Olimpijskich. Rozegrano od razu finał 2 sierpnia 1932 roku na stadionie Los Angeles Memorial Coliseum w Los Angeles. Wystąpiło 12 zawodników z 9 krajów.

## Rekordy
|                   | Zawodnik        | Wynik | Miejsce | Data               |
| ----------------- | --------------- | ----- | ------- | ------------------ |
| Rekord świata     | Chūhei Nambu    | 7,98  | Tokio   | 16 lipca 1932(dts) |
| Rekord olimpijski | Robert LeGendre | 7,76  | Paryż   | 7 lipca 1924(dts)  |

## Terminarz
| Data            |       | Godzina |
| --------------- | ----- | ------- |
| 2 sierpnia 1932 | Finał | 14:30   |

## Wyniki

### Finał
| Poz. | Zawodnik         | Reprezentacja     | Próby | Próby | Próby | Próby | Próby | Próby | Wynik |
| Poz. | Zawodnik         | Reprezentacja     | 1     | 2     | 3     | 4     | 5     | 6     | Wynik |
| ---- | ---------------- | ----------------- | ----- | ----- | ----- | ----- | ----- | ----- | ----- |
| 1.   | Ed Gordon        | Stany Zjednoczone | 7,64  | 7,00  | 7,43  | x     | x     | x     | 7,64  |
| 2.   | Lambert Redd     | Stany Zjednoczone | x     | 7,60  | x     | 7,39  | x     | 7,49  | 7,60  |
| 3.   | Chūhei Nambu     | Japonia           | 7,45  | x     | x     | 7,32  | 7,39  | x     | 7,45  |
| 4.   | Eric Svensson    | Szwecja           | 7,27  | 7,24  | 7,41  | 7,06  | –     | –     | 7,41  |
| 5.   | Dick Barber      | Stany Zjednoczone |       |       |       |       |       |       | 7,39  |
| 6.   | Naoto Tajima     | Japonia           |       |       |       |       |       |       | 7,15  |
| 7.   | Héctor Berra     | Argentyna         |       |       |       |       |       |       | 6,66  |
| 8.   | Clóvis Raposo    | Brazylia          |       |       |       |       |       |       | 6,43  |
| 9.   | Sylvio Cator     | Haiti             |       |       |       |       |       |       | 5,93  |
| 10.  | Esteban Crespo   | Meksyk            |       |       |       |       |       |       | 5,83  |
| 11.  | Erich Köchermann | Niemcy            |       |       |       |       |       |       | 5,75  |
| –    | Len Hutton       | Kanada            |       |       |       |       |       |       | NM    |